# Beeすく〜る
Beeすく〜る（びーすくーる）は、かつて存在した日本の女性アイドルグループ。略称はBeeすく。株式会社Bee Brownieに所属。

## 概要
2015年12月25日、クリスマスの日にS.U.B東京にて結成された。コンセプトは『ちょっぴりオマセなマセがきユニット』。ちょいマセな今どき女子達がマセてる楽曲を歌う。1年8カ月の活動を経て、2017年8月27日のラストライブをもって解散した。

## メンバー
年齢はいずれも解散時のもの。

### 解散時に在籍
| 氏名                           | 生年月日              | 血液型 | 愛称     | 担当の色         |
| ------------------------------ | --------------------- | ------ | -------- | ---------------- |
| 三浦愛羅 （みうら あいら）     | 2003年11月8日（13歳） | 不明   | 愛羅様   | 青 ■             |
| 高見沢杏衣 （たかみざわ あい） | 2005年1月4日（12歳）  | B型    | あーたむ | ブラックゴールド |
| 木口菜那 （きぐち なな）       | 2005年2月22日（12歳） | O型    | なぁな   | 赤 ■             |
| 関あいる （せき あいる）       | 2005年10月1日（11歳） | B型    | あいるん | レインボー       |

### 元メンバー
| 氏名                         | 生年月日               | 血液型 | 愛称       | 担当の色 |
| ---------------------------- | ---------------------- | ------ | ---------- | -------- |
| 田中芳怜 （たなか かれん）   | 2004年2月28日（13歳）  | 不明   | かれぴょん | -        |
| 環寿々菜 （たまき すずな）   | 2003年10月24日（13歳） | 不明   | おすず     | -        |
| 石澤夏海 （いしざわ なつみ） | 2003年6月20日（14歳）  | B型    | なっつ     | -        |
| 南ありさ （みなみ ありさ）   | 2004年10月29日（12歳） | B型    | ありちゅん | 紫 ■     |

## 略歴

### 2015年
- 12月25日、クリスマスの夜にS.U.B TOKYOで結成[1]

### 2016年
- 2月11日、南ありさ加入、三日月主催バレンタインイベントで、南ありさ、お披露目、同時に新曲 Start☆Dash!!! も披露[5]
- 5月22日、田中芳怜卒業[6][7]
- 8月7日、コンセプトが《ちょっぴりオマセなマセがきユニット》に決定[2][3]
- 9月12日、環寿々菜卒業
- 10月1日、新曲、うさぎごっこ、バーチャルラバーズ ～ガチ恋～を披露
- 11月3日、石澤夏海卒業
- 12月25日、クリスマスの夜にS.U.B TOKYOで一周年記念ライブ、新衣装お披露目

### 2017年
- 1月4日、高見沢杏衣生誕祭
- 8月27日、『Beeすく～る解散式 ～ちょっぴりオマセなラストライブ～』をもって解散[4]

## 作品

### シングル
| 枚 | 発売日       | タイトル      | 収録曲                                                                  | 備考           |
| -- | ------------ | ------------- | ----------------------------------------------------------------------- | -------------- |
| 1  | 2016年5月3日 | Start☆Dash!!! | 1. Start☆Dash!!! 2. 格別すぃーと夢 3. Dream Memories ～瞬間に君が好き～ | 桜色ジャケット |
| 2  | 2016年5月3日 | Start☆Dash!!! | 1. Start☆Dash!!! 2. 格別すぃーと夢 3. ちょっとまっててね                | 青色ジャケット |